# Dani Luna
Chloe Smith (nacida el 2 de marzo de 1999) es una luchadora profesional inglesa, más conocida bajo el nombre de Dani Luna quien compite en Total Nonstop Action Wrestling (TNA) y el circuito independiente. También lucha en su natal Inglaterra para Revolution Pro Wrestling (RevPro), y de 2019 a 2022 firmó con la WWE, donde actuó en la marca NXT UK.

## Carrera

### Carrera temprana (2016-2020, 2017)
Smith hizo su debut en la lucha libre el 3 de diciembre de 2016, bajo su nombre real, y luchó en la promoción inglesa Evolution, donde fue derrotada por Lana Austin. Dos meses después, reapareció en Evolution, perdiendo un combate en desventaja de 2 contra 1 ante Mya Mae y Sierra Loxton. En 2017, hizo su debut en British Empire Wrestling. Después de algunas derrotas, decidió aparecer en varias otras promociones como Preston City Wrestling, Dragon Pro Wrestling, International Pro Wrestling: United Kingdom y Pro Wrestling Chaos. Durante este tiempo pudo ganar tres títulos.
Luna regresó al circuito independiente después de su lanzamiento en WWE NXT UK, trabajando para Progress Wrestling, Pro Wrestling Chaos, Fife Pro Wrestling Asylum, One Pro Wrestling y muchas otras.

### WWE (2019–2022)
Luna hizo su debut en la WWE en el episodio del 3 de julio de 2019 de NXT UK, haciendo equipo con Mercedez Blaze en una derrota en desventaja de 2 contra 1 ante Jazzy Gabert. Apareció nuevamente en el episodio del 31 de julio, donde perdió ante Rhea Ripley. El 25 de septiembre de NXT UK, Luna perdió ante Nina Samuels por tercera vez.
El 31 de enero de 2020, Luna firmó un contrato con la WWE. En el episodio del 6 de febrero de NXT UK, perdió ante Piper Niven. En 12 de marzo en NXT UK, derrotó a Amale por descalificación cuando fue atacada por la Campeona Femenina de NXT UK Kay Lee Ray. El 19 de marzo en NXT UK, desafió a Ray por el Campeonato Femenino de NXT UK, pero perdió el combate. En 2021, Luna formó un grupo con Flash Morgan Webster y Mark Andrews llamado Subculture. El 18 de agosto de 2022, se anunció que Luna había sido liberada de su contrato con la WWE.

### Revolution Pro Wrestling (2022–presente)
El 17 de diciembre en RevPro Uprising, Luna ganó el Campeonato Femenino de Southside después de derrotar a Kanji. Perdió el título ante Skye Smitson el 26 de marzo de 2023 en Revolution Rumble. El 16 de diciembre en Uprising 2023, Luna ganó el Campeonato Femenino Británico Indiscutible, derrotando a Alex Windsor. El 24 de agosto de 2024 en RevPro 12th Anniversary Show, Luna perdió el Campeonato Femenino Británico Indiscutible ante Mina Shirakawa, poniendo fin a su reinado a los 252 días.

### Impact Wrestling / Total Nonstop Action Wrestling (2023–presente)
El 12 de mayo de 2023 en Impact!, se anunció que Webster y Andrews (acompañados por Luna) desafiarían a los Campeones Mundiales en Parejas de Impact ABC (Ace Austin y Chris Bey) en Under Siege, lo que marcaría la primera aparición de Luna en Impact Wrestling. El 1 de junio, Luna tuvo su primer combate en Impact, donde perdió ante Jody Threat.
El 21 de diciembre de 2023, la recién renombrada TNA Wrestling anunció que Luna había firmado con la empresa.
El 8 de marzo en Sacrifice, Luna y Jody Threat derrotaron a MK Ultra (Killer Kelly y Masha Slamovich) para convertirse en el Campeonato de Knockouts en Parejas de TNA. El 3 de mayo en Under Siege, perdieron los títulos contra Slamovich y Alisha Edwards, pero los recuperaron en Victory Road.

## Campeonatos y logros
- Dragon Pro Wrestling
  - Celtic Crown Women's Championship (1 vez)

- Pro Wrestling Chaos
  - All Wales Championship (1 vez)[17]
  - Maiden of Chaos Championship (1 time)

- Pro Wrestling Soul
  - Soul Women's Championship (1 vez)
  - Soul Women's Championship Tournament (2019)

- Revolution Pro Wrestling
  - RevPro British Women's Championship (1 vez)

- Total Nonstop Action Wrestling
  - TNA Knockouts World Tag Team Championship (2 veces, actual) – con Jody Threat

- Pro Wrestling Illustrated
  - Situada en el Nº87 en el PWI Female 50 en 2020.